# József Turay
József Turay (Eger, 1 de març de 1905 - Budapest, 24 de juny de 1963) fou un futbolista hongarès de la dècada de 1930.

## Trajectòria
Fou internacional amb la selecció de futbol d'Hongria entre 1928 i 1939, i participà en el Mundial de 1938. Pel que fa a clubs, jugà a Ferencvárosi TC, MTK Hungária FC, Újvidéki AC i Ganz TE.